# IRT Pelham Line
A Linha de Pelham (IRT), em inglês:  IRT Pelham Line é uma das linhas de trânsito rápido do metrô de Nova Iorque. Foi inaugurada em 1 de janeiro de 1918 (107 anos). Esta linha é uma secção da rede ferroviária que é operada pelo IRT (em inglês:  Interborough Rapid Transit Company), que é uma subdivisão da Divisão A do Metrô de Nova Iorque.